# Pure (album)
Pure – album studyjny zespołu Pendragon z 2008 roku.

## Spis utworów[1]
ONE. „Indigo” – 13:44
TWO. „Eraserhead” – 9:05
THREE. „Comatose”
I. „View From The Seashore” – 7:41
II. „Space Cadet” – 4:02
III. „Home and Dry” – 5:55
FOUR. „The Freak Show” – 4:26
FIVE. „It's Only Me” – 8:16

## Twórcy[1]
- Nick Barrett – śpiew, gitara, instrumenty klawiszowe
- Clive Nolan – instrumenty klawiszowe, chórek
- Peter Gee – gitara basowa
- Scott Higham – perkusja, chórek